# Cratere Anya
Anya  è un cratere sulla superficie di Venere.